# G-Police
G-Police es un videojuego de simulación de combate aéreo de 1997 desarrollado y publicado por Psygnosis para PlayStation y Windows.
El juego tiene un entorno de ciencia ficción inspirado en Blade Runner. Esta historia se desarrolla en el año 2097, en una Callisto colonizada. El juego narra los intentos del protagonista Slater de descubrir la verdad detrás de la misteriosa muerte de su hermana mientras trabajaba para la policía G. El juego comienza con la policía G combatiendo a criminales organizados antes de luchar contra los ejércitos privados de poderosas corporaciones en una trama conspirativa que se desarrolla. La jugabilidad implica pilotar aeronaves VTOL parecidas a helicópteros, participar en combates con enemigos y proteger a los aliados.
El juego hizo uso de tecnología de vanguardia como joysticks y controladores de retroalimentación de fuerza, sonido 3D y aceleración de hardware Direct3D. Los críticos señalaron que los gráficos del juego eran algunos de los más impresionantes técnicamente de la época, y que esto resultó en una distancia de dibujo pobre; la versión de PlayStation en particular tuvo problemas en este aspecto. La jugabilidad recibió críticas más favorables, con críticos elogiando el ritmo sólido y la variedad de objetivos de la misión, aunque hubo quejas sobre controles deficientes y una dificultad injustamente alta.

## Jugabilidad
G-Police es un juego de disparos en el que el jugador pilotea un avión VTOL, descrito por los críticos como "helicópteros a reacción" o "un helicóptero sin rotores". El jugador puede elegir ver la acción desde una variedad de perspectivas de primera o tercera persona, incluyendo vistas desde dentro de la cabina, una variedad de perspectivas de "persecución", incluso directamente desde arriba de la nave (para usar durante los bombardeos). El combate en G-Police implica tanto combate aéreo con otras aeronaves y lanzando bombas. El jugador a menudo debe "escanear" vehículos sospechosos para determinar si son criminales u hostiles.
Los aviones del juego vienen con numerosas armas que se mejoran a medida que el jugador progresa a niveles más difíciles. Una versión mejorada del avión básico "Havoc Gunship" (el "Venom Gunship") también está disponible más adelante en el juego. Las misiones incluyen buscar y destruir enemigos, escoltar unidades terrestres amigas, evitar el contrabando y desactivar bombas. El jugador recibe actualizaciones y nuevas instrucciones a medida que avanza la misión. El modo de juego principal presenta 35 misiones y un modo de entrenamiento adicional. La mayoría de las misiones del juego tienen lugar en "cúpulas" urbanas llenas de grandes edificios; algunas, sin embargo, tienen lugar en las "cúpulas exteriores", con otros temas como entornos agrarios.

## Sinopsis

### Ambientación
Como este juego se desarrolla en el año 2097, según la secuencia introductoria, una secuencia también proporciona la historia del entorno de este juego: durante el año 2057, el agotamiento de los recursos de la Tierra coincidió con la expansión de la exploración espacial. Después de una guerra catastrófica por la disminución constante de los recursos, que terminó 10 años antes de los eventos de G-Police, los gobiernos de la Tierra fueron despojados del poder militar. Como resultado, poderosas corporaciones habían ejercido control sobre la Tierra y las florecientes colonias espaciales. La Policía Gubernamental (G-Police) fue formada por el gobierno de coalición restante de la Tierra para mantener el orden en estas colonias.
En la última parte de la secuencia introductoria, Slater, el protagonista del juego, se presenta como un veterano de guerra que se había unido a la G-Police para llevar a cabo su propia investigación sobre el aparente suicidio de su hermana Elaine, sospechando que había sido asesinada. También ofrece su visión de la G-Police, afirmando que carecen de autoridad y "hacen la vista gorda" ante "acuerdos corporativos turbios" mientras intentan mantener el orden. Describe a las cañoneras Havoc como obsoletas y a los pilotos como una mezcla de veteranos de guerra desesperados e idealistas ingenuos.

### Trama
En los primeros niveles del juego, Slater lucha contra bandas enemigas. La policía secreta sospecha que la corporación "Krakov" suministra armas a las bandas. Sin embargo, el presidente de Krakov es posteriormente objeto de un intento de asesinato por parte de las bandas. Durante este intento, Hiroshi Tachikawa, un piloto a quien Slater describe como alguien que pilota su cañonera "como si hubiera nacido en ella", muere cuando su cañonera se estrella tras una misteriosa avería. En aras de la moral, se oculta la naturaleza de su muerte; Slater señala que este incidente recuerda a la muerte de Elaine.
Después de numerosas insurgencias, invasiones y terrorismo, contra este personal y sus propiedades, Krakov culpa a una corporación rival, "Nanosoft", y comienza a atacarlos abiertamente con su ejército privado. A falta de pruebas de su implicación con las bandas criminales, la G-Police protege a Nanosoft, En última instancia, se destruye el poder militar de Krakov. Sin embargo, la G-Police investiga exactamente por qué Krakov y Nanosoft estaban peleando. La segunda mitad del juego muestra un conflicto entre la G-Police y las fuerzas privadas de Nanosoft, que atacan a la G-Police después del colapso de Krakov, tanto por pánico por la investigación como para atar cabos sueltos.
En el transcurso de la trama, el jugador se entera de que Tachikawa y Elaine fueron asesinados (por el sabotaje de sus cañoneras) para conseguir microchips implantados en sus cerebros. Estos chips pueden registrar el conocimiento y las habilidades de combate de un piloto; Nanosoft quería que estos chips alimentaran la inteligencia artificial de sus armas. El comandante de la G-Police, Horton, es asesinado por el traidor compañero de Slater, Ricardo, también con este fin. El juego termina con la destrucción de una gran nave espacial por Slater; la secuencia final revela que Nanosoft había planeado usar esto para ejercer dominio militar sobre otras corporaciones.

## Desarrollo
Según Ian Hetherington, el cofundador de Psygnosis, G-Police fue desarrollado por uno de los "microestudios" de la empresa en Stroud. Este estudio estaba formado por unas 70 personas y también fue responsable del desarrollo de Overboard! al mismo tiempo.
G-Police estuvo respaldada por una campaña publicitaria de 2.5 millones de dólares, parte de una campaña más amplia de 6 millones de dólares que también incluía Formula 1 Championship Edition y Colony Wars. Según Mark Day, gerente de marketing de productos de Psygnosis, "G-Police" y "Colony Wars" estaban "cabeza a cabeza" en cuanto a obtener el mayor impulso financiero de la empresa. Se asociaron con la empresa de ropa Diesel, agregada al juego como una corporación malvada cuyo logotipo podía explotar, que diseñó el uniforme de la policía y produjo su chaqueta como una pieza de edición limitada.
Se creó un anuncio de televisión para publicitar el juego, basado en una secuencia animada de Peter Chung, creador de Æon Flux. La secuencia original tenía una duración de 21 segundos, pero fue acortada para permitir que aparecieran imágenes del juego en el anuncio. La animación fue "realizada íntegramente con métodos tradicionales de dibujo a mano", según su creador. Con respecto a su desarrollo, Chung también afirmó: 

Al principio me intimidó la idea de animar vehículos mecánicos a mano que pudieran compararse con sus versiones generadas por ordenador. Decidí concentrarme en las personas que estaban dentro de las máquinas, enfatizando sus emociones y expresiones. Además, las imágenes generadas por ordenador eran muy atmosféricas, con muchos efectos de iluminación. Utilicé varias capas de brillos, luces y sombras para que las ilustraciones dibujadas coincidieran con la atmósfera del metraje del juego.

 Chung afirmó que la decisión de "concentrarse en las personas dentro de las máquinas" estuvo motivada por su creencia de que la trama, la ambientación y los personajes del juego diferenciaban a "G-Police" de otros shooters de la época.

## Recepción
G-Police recibió críticas mixtas y positivas. Cuando se lanzó originalmente para la PlayStation, los críticos quedaron impresionados por las escenas de video de movimiento completo y elaborados paisajes urbanos, pero se burlaban de la baja distancia de dibujo. GamePro lo describió como "uno de los peores casos de inmersión desde que comenzaron los juegos de 32 bits", estimando que "aproximadamente un tercio de la pantalla permanece en negro mientras los edificios y los enemigos aparecen de repente". Sin embargo, mientras que GamePro consideró que se trataba de un defecto lamentable, la mayoría de los críticos consideraron que el juego es ejemplar a pesar de ello. IGN dijo que los gráficos son el "punto bajo del juego", que fue compensado por una jugabilidad sólida y atención al detalle. IGN, Edge y Shawn Smith y Crispin Boyer de Electronic Gaming Monthly argumentaron que la baja distancia de dibujo era una deficiencia fácilmente perdonable dadas las limitaciones de la PlayStation. Edge elogió los grandes entornos urbanos, la simulación de vuelo (destacando el soporte para joysticks analógicos), las escenas de corte "maravillosas" y la "gran variedad e imaginación" de las misiones jugables.
Los controles fueron un punto de desacuerdo. GameSpot, GamePro y Dan Hsu y Crispin Boyer de EGM dijeron que el juego se controla mal tanto con controladores analógicos como digitales. Hsu explicó: "El formato analógico es demasiado sensible; el formato digital es demasiado complicado. Control deficiente + juego veloz + muchos edificios = un desastre (y un crítico un poco frustrado). Pero no es gran cosa; aun así lo recomiendo encarecidamente". Joe Fielder de GameSpot fue menos indulgente y dijo que los problemas de control "impiden que [G-Police] tenga un juego rápido al estilo arcade o, en efecto, actúe como un título de acción convincente". Por el contrario, el co-revisor de Hsu, Kelly Rickards, y "IGN" sostuvieron que los controles inicialmente difíciles se vuelven naturales con la práctica. Mientras Fielder se burlaba de las misiones por ser repetitivas, La mayoría de los críticos elogiaron su amplia variedad de objetivos y su ritmo emocionante.
Tanto Edge como su revista hermana estadounidense Next Generation escribieron que los problemas de la versión de PlayStation con la distancia de dibujo y la velocidad de cuadros se resolvieron en la versión para PC, aunque solo cuando se usaba hardware de alta gama. Next Generation elogió la compatibilidad del juego con las innovaciones técnicas recientes, en particular los joysticks force-feedback, el sonido 3D y la aceleración por hardware Direct3D. La revista también elogió los gráficos (remarcando nuevamente la influencia de la ciencia ficción), los controles sensibles y la jugabilidad agradable, pero el crítico se quejó de que el juego se volvió demasiado difícil después de las primeras misiones y que las instrucciones verbales se pasaban por alto fácilmente. Edge lo llamó "una reunión de código innovador y una jugabilidad sólida". Mark East argumentó en GameSpot que si bien la versión para PC de G-Police es "posiblemente el juego más atractivo que ha llegado a la escena desde la llegada de las tarjetas aceleradoras 3D", los controles poco intuitivos, el nivel de dificultad "totalmente ridículo" y el hecho de que aquellos que no pueden permitirse una configuración de PC de alta gama ni siquiera pueden disfrutar de los méritos visuales del juego hacen que no valga la pena comprarlo.
G-Police quedó en segundo lugar en el premio "Juego de acción del año" de 1997 de la revista Computer Gaming World, que finalmente fue para Quake II. Los editores llamaron a G-Police el nominado de acción "más hermoso" de ese año, pero escribieron que perdió su oportunidad debido a la falta de juego multijugador.

## Secuela
G-Police: Weapons of Justice es la secuela de G-Police, lanzado en 1999 para PlayStation. El juego muestra las consecuencias del conflicto entre la G-Police y Nanosoft, que implica batallas iniciales con pandillas que intentan aprovecharse de la inestabilidad de la colonia. Más tarde, surge otra guerra entre la G-Police y un líder hambriento de poder de las fuerzas de la Tierra, originalmente enviado para ayudar a la G-Police contra las pandillas. El juego presenta vehículos adicionales: una nave espacial VTOL, un vehículo blindado de transporte de personal y el "Raptor", un mech con la capacidad de saltar por el aire. El juego recibió críticas similares al juego original: IGN elogió su jugabilidad, historia y sonido bien elaborados, mientras que GameSpot consideró que los controles eran incómodos y las misiones y el entorno repetitivos. The graphics again received a mixed reception: IGN praised the attention to detail but criticised the poor draw distance, as did GameSpot.
En 2001, se rumoreó que habría una secuela para PlayStation 2, pero los rumores resultaron ser falsos. Mientras Sony contemplaba la idea de un juego de G-Police para PlayStation 2, decidieron que, como G-Police no había tenido tanto éxito como otros juegos, Psygnosis (que desde entonces había cambiado su nombre a Studio Liverpool) se concentraría en las franquicias de Fórmula 1 y Wipeout. Además, el equipo de desarrollo responsable de G-Police y Weapons of Justice se había dedicado a otras cosas. En 2007, "G-Police" estuvo disponible para descargar en PlayStation 3. "Computer and Video Games" señaló que los gráficos se veían pobres según los estándares actuales, pero consideró que aún era divertido de jugar.